# Miomboträdnäktergal
Miomboträdnäktergal (Tychaedon barbata) är en fågel i familjen flugsnappare.

## Utseende och läte
Miomboträdnäktergalen har brun rygg, tydligt tecknad ansikte och ett ostreckat rostrött bröst. Den är mycket lik kanelträdnäktergalen, men är mer roströd ovan. Även vitbrynad trädnäktergal är lik, men miomboträdnäktergalen saknar denna arts vita vingband och har ett rostrött bröst utan streckning. Sången består av en varierande och behagligt melodisk serie med visslingar, där vissa fraser upprepas ett antal gånger.

## Utbredning och systematik
Miomboträdnäktergalen förekommer från Angola till Demokratiska republiken Kongo, Burundi, Zambia, sydvästra Tanzania och norra Moçambique. Den behandlas som monotypisk, det vill säga att den inte delas in i några underarter.

### Familjetillhörighet
Trädnäktergal med släktingar ansågs fram tills nyligen liksom bland andra stenskvättor, stentrastar och buskskvättor vara små trastar. DNA-studier visar dock att de är marklevande flugsnappare (Muscicapidae) och förs därför numera till den familjen.

## Status
Arten har ett stort utbredningsområde och beståndet anses stabilt. Internationella naturvårdsunionen IUCN listar den därför som livskraftig (LC).

## Namn

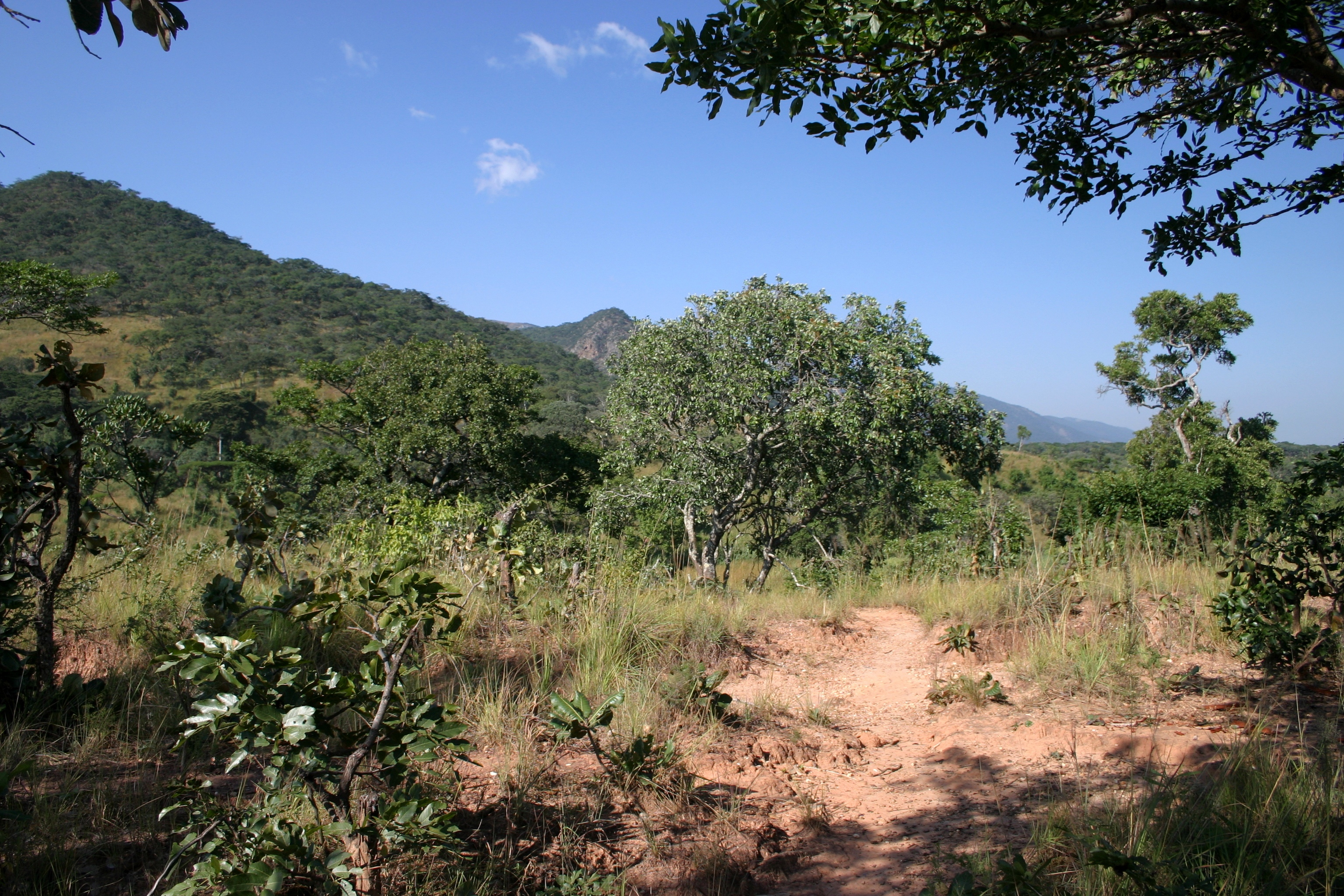
Fågeln är uppkallad efter skogstypen miombo där den förekommer.

Miombo är swahili för trädsläktet Brachystegia som omfattar ett stort antal arter, vilka bildar en öppen skog eller ett savannlandskap i södra Centralafrika. Miombo är också en beteckning för denna vegetationstyp som dominerar inom stora delar av området.